# Refugio de Colomers
El refugio de Colomers, a 2135 m de altitud, es un refugio de montaña de los Pirineos, que se encuentra en Salardú, en la provincia de Lérida, en la comarca del Alto Arán, junto al lago Mayor de Colomers, en el circo de Colomers, en el Parque nacional de Aiguas Tortas y Lago de San Mauricio.
El refugio se encuentra en el extremo norte de la ruta Carros de Foc, una travesía de 55 km que recorre todos los refugios que se encuentran dentro del Parque nacional de Aiguas Tortas y Lago de San Mauricio. Colomers se encuentra entre el refugio de la Restanca, al oeste, al que se accede por el puerto de Colomers, de 2572 m, y el refugio de Saboredo, al este, al que se accede a través de los collados de Clòto, de 2189 m, y de la Sendrosa, de 2451 m, que bordean el pico de Sendrosa, de 2702 m.
Al sur del refugio se encuentra el amplio circo de Colomers, poblado de lagos glaciares, que culmina en el Gran Tuc de Colomers, de 2934 m.

## Acceso
Una pista transitable en verano que va de Salardú a Artiés pasando por los valles de Aiguamòg y Valarties, pasa a 1970 m de altitud, a poca distancia del refugio; sin embargo, si se va en coche, es obligado dejarlo en los Baños de Tredós (1769 m), a 8 km de Salardú y a unas dos horas a pie del refugio. Un servicio de taxis deja a 40 minutos a pie del refugio.
Por el refugio pasa el sendero de gran recorrido GR-11 o Senda Pirenaica, que hacia el sudeste cruza el puerto de Ratera (2594 m), junto al pico de Ratera (2862 m), camino del lago de San Mauricio, y hacia el noroeste lleva a Artiés. La variante GR-11-18 sigue hacia el oeste el camino de los Carros de Foc, camino del puerto de Colomers y el refugio de la Restanca.

## Características
El refugio de Colomers tiene 60 plazas de dormitorio distribuidas en 5 habitaciones con literas. Tiene servicio de comidas y duchas de agua fría.
El refugio actual está en servicio desde 2008, pero existió un refugio anterior inaugurado en 1972, que tenía una capacidad de diez personas y que se echó a perder a causa del poco uso y el mal tiempo. En 1983 se inauguró un nuevo refugio restaurando el anterior, con comedor y cocina. En 1990 se empieza a subir el material con helicóptero y se instala la luz eléctrica. En 1994 se realiza una última restauración, y por fin se decidió construir un nuevo refugio por completo a 300 m del anterior.
El refugio pertenece a la FEEC (Federació d'Entitats Excursionistes de Catalunya) y el Consejo General de Arán.